# 柯里塔克島
柯里塔克島（英語：Currituck Island），是南極洲的島嶼，位於瑪麗皇后地，長13公里，屬於海詹普群島的一部分，根據美國海軍拍攝的空中照片繪入地圖，現時由南極條約體系管理。